# Rhinella arunco
Rhinella arunco o Bufo arunco (Bufo Arunco Schneider), conocido localmente como sapo de rulo es una especie de anfibio anuro perteneciente a la familia Bufonidae. Es endémica de Chile. Su hábitat natural está en las zonas de arbustos, ríos, riachuelos, pantanos de agua dulce, estanques naturales y de acuicultura, excavaciones abiertas y tierras de regadío. 
La observación durante el día se dificulta porque tiende a ocultarse bajo las rocas o en pequeñas cuevas. Durante la noche suele alejarse bastante de los cursos de agua y recorrer sectores tierra adentro.
La principal amenaza es, por un lado la sequía y por otro, la destrucción y reducción progresiva de su hábitat natural, debido a la disminución de los cursos naturales de agua que se destinan a consumo humano, al riego mecanizado de plantaciones y distintos usos agropecuarios, así como a otras actividades económicas.
Se reproducen en el agua, donde los renacuajos nadan libremente. En las regiones de Coquimbo y Valparaíso hay hibridación con Rhinella atacamensis.